# 사전동의
사전동의(事前同意, Informed consent)는 1957년 미국에서 의료 사고에 대한 재판에서 생긴 법 용어이다.

## 사회복지학
사회복지학에서의 사전동의 혹은 고지된 동의는 현재 사회복지실천에서 새롭게 강조되고 있는 원칙으로는 현재의 사회복지대상자 또는 앞으로 사회복지대상자가 될 가능성이 있는자로부터 정보를 수집하거나 서비스를 제공하고자 할 때 사회복지대상자로부터 반드시 사전동의를 얻어야 한다는 것이다. 예를 들면 오디오나 비디오를 사용하여 클라이언트의 상황을 기록할 경우, 컴퓨터, 전화, 라디오, 텔레비전 등을 사용하여 서비스를 제공하는 경우, 서비스를 받고 있는 클라이언트를 제3자가 관찰하는 것을 허용하는 경우, 클라이언트에 관한 정보를 누설하는 경우 등이 여기에 포함된다.
고지된 동의의 형태는 명확하고 알기 쉬운 언어로 이루어져야 하며, 제공되는 서비스의 목적, 서비스에 관련된 위험, 소요되는 비용, 서비스의 다양한 대안들, 동의를 거부하거나 철회할 수 있는 클라이언트의 권리, 동의에 수반되는 시간계획 등의 포함된다, 그리고 서비스가 갖고 있는 한계도 고지된 동의에 포함되어야 한다.

## 같이 보기
- 반정신의학
- 피해자의 승낙
- 헬싱키 선언
- 인체 실험
- 의약품국제조화회의
- 세계의사회

## 참고 문헌
- 김상균, 오정수, 유채영. 《인용사회복지 윤리와 철학》. 나남출판.
- 강영희 (2008). 〈사전동의〉. 《생명과학대사전》.[깨진 링크(과거 내용 찾기)]